# Mandoul
Mandoul ist eine Provinz des Tschad und entspricht dem südlichen Teil der vormaligen Präfektur Moyen-Chari. Ihre Hauptstadt ist Koumra.

## Geographie
Mandoul liegt im Süden des Landes und grenzt an die Zentralafrikanische Republik. Die Provinz wird vom Fluss Mandoul durchquert, der in den Ouham mündet.
Weitere Städte neben Koumra sind Moïssala und Goundi.

### Untergliederung
Mandoul ist in drei Départements unterteilt.
| Departement        | Hauptort | Unterpräfekturen                                           |
| ------------------ | -------- | ---------------------------------------------------------- |
| Mandoul Occidental | Bédjondo | Bédjondo, Bébopen, Bekamba, Péni                           |
| Mandoul Oriental   | Koumra   | Koumra, Bessada, Bédaya, Goundi, Mouroum Goulaye, Ngangara |
| Barh Sara          | Moïssala | Moïssala, Béboro, Békourou, Bouna, Dembo                   |

## Bevölkerung
Ethnien in Mandoul sind die Sara, Mbaï, Nar und Daï.

## Wirtschaft
Die Bevölkerung in Mandoul lebt hauptsächlich von Subsistenzwirtschaft und Baumwollanbau.